# Ralph A. Sayers
Ralph A. Sayers ist ein ehemaliger US-amerikanischer Politiker.
Er gehörte der Columbus City Commission an und bekleidete im Jahr 1950, sowie erneut im Jahr 1954, das Amt des Bürgermeisters von Columbus, Georgia. Später löste er J. A. Willman als City Manager von Columbus ab. Dieses Amt übte er bis April 1970 aus.
Sayers ist verheiratet.